# Edmonton Aviators
Gli Edmonton Aviators furono un club calcistico canadese con sede a Edmonton, attivo nella sola stagione 2004 disputata in USL A-League. Disputarono le proprie partite casalinghe al Commonwealth Stadium.

## Storia
La scelta di avviare un club di calcio professionistico a Edmonton, dove mancava dal fallimento dei Drillers nel 1982, venne dal grande successo di pubblico dei mondiali femminili under 20, disputati in Canada nell'estate del 2002, e la cui finale aveva richiamato allo stadio più di 45.000 spettatori proprio nella città dell'Alberta. Una società composta da 19 imprenditori locali, nessuno dei quali aveva precedenti esperienze nel mondo del calcio, iscrisse così un club alla A-League il 28 ottobre 2003, scegliendo il nome Aviators in omaggio ai pionieri dell'aviazione dell'Alberta.
Il piano degli investitori prevedeva di riuscire a sostenere per almeno tre anni una squadra maschile e una femminile, ma erano state gravemente sovrastimate le entrate, pensando a circa 10.000 spettatori per incontro. Inoltre la scelta di giocare nell'enorme Commonwealth Stadium presentava dei problemi sia per il costo dell'affitto, sia per la logistica dovendo convivere con la squadra di football canadese degli Eskimos. Gli Aviators si trovarono così a dover disputare la maggior parte dei propri incontri in giorni infrasettimanali, con un pubblico di circa 1500 persone. Anche i risultati sul campo furono deludenti, con la squadra relegata agli ultimi posti della classifica.
Già il 25 agosto del 2004, a stagione ancora in corso, i 19 soci rifiutarono di ripianare le perdite, facendo entrare il club in amministrazione controllata da parte della lega. La USL cedette i pezzi migliori della rosa, e cercò di limitare i costi facendo giocare la squadra al Foote Field, di proprietà dell'università di Edmonton. Al termine della stagione 2004, non essendo stato trovato un imprenditore disposto a rilevare la franchigia, gli Edmonton Aviators chiusero i battenti.

## Media spettatori
Nella seguente tabella la media degli spettatori presenti allo stadio per le partite di stagione regolare.
| Stagione | Partite disputate | Totale spettatori | Media spettatori |
| -------- | ----------------- | ----------------- | ---------------- |
| 2004     | 13                | 19.216            | 1.478            |